# Müllenbach (bei Mayen)
Müllenbach in der Eifel ist eine Ortsgemeinde im Landkreis Cochem-Zell in Rheinland-Pfalz. Sie gehört der Verbandsgemeinde Kaisersesch an.

## Geschichte
Im Jahr 1036 erfolgt angeblich die erste urkundliche Erwähnung Müllenbachs als „Michelembach sup Cumitato“, gesichert ist die urkundliche Erwähnung erst für das Jahr 1333. 1548 übernahm Kurtrier die landesherrlichen Rechte über Müllenbach von den Grafen von Virneburg. Müllenbach gehörte zum Amt Monreal und zum Hochgericht Masburg. Das Hochgericht Masburg war ein Lehen der Grafen von Virneburg. Im Trierer Feuerbuch aus dem Jahr 1563 sind 23 Feuerstellen (Haushalte) in Müllenbach (Moelenbach) verzeichnet.
Im Jahr 1794 hatten französische Revolutionstruppen das Linke Rheinufer annektiert, von 1798 bis 1814 gehörte Müllenbach zum Kanton Kaisersesch im Arrondissement Koblenz des Rhein-Mosel-Departements. Der Munizipalrat (Müllenbacher Gemeindevertreter in der Mairie Kaisersesch) war 1808 der Bürger Felser. Es gab einen Schullehrer im Ort.
Aufgrund der Beschlüsse auf dem Wiener Kongress (1815) wurde die Region dem Königreich Preußen zugeordnet. Unter der preußischen Verwaltung kam die Gemeinde Müllenbach zur Bürgermeisterei Kaisersesch im Kreis Cochem, der zum neuen Regierungsbezirk Koblenz sowie von 1822 an zur Rheinprovinz gehörte.
Seit 1946 ist die Gemeinde Müllenbach Teil des Landes Rheinland-Pfalz, seit 1968 gehört sie der Verbandsgemeinde Kaisersesch an und seit 1969 zum Landkreis Cochem-Zell.
Statistik zur Einwohnerentwicklung
Die Entwicklung der Einwohnerzahl von Müllenbach, die Werte von 1871 bis 1987 beruhen auf Volkszählungen:
| Jahr | Einwohner |
| 1815 | 392       |
| 1835 | 750       |
| 1871 | 800       |
| 1905 | 978       |
| 1939 | 705       |

| Jahr | Einwohner |
| 1950 | 727       |
| 1961 | 652       |
| 1970 | 691       |
| 1987 | 642       |
| 2005 | 709       |

## Politik

### Gemeinderat
Der Gemeinderat in Müllenbach besteht aus zwölf Ratsmitgliedern, die bei der Kommunalwahl am 9. Juni 2024 in einer Mehrheitswahl gewählt wurden, und dem ehrenamtlichen Ortsbürgermeister als Vorsitzendem. Die vorangegangene Wahl 2019 wurde noch in einer personalisierten Verhältniswahl durchgeführt, die zwölf Sitze im Gemeinderat verteilten sich auf zwei Wählergruppen.

### Bürgermeister
Marco Labonte (FWG Barbye) wurde am 2. Juli 2024 Ortsbürgermeister von Müllenbach. Bei der Direktwahl am 9. Juni 2024 war er als einziger Bewerber mit einem Stimmenanteil von 89,5 % gewählt worden.
Labontes Vorgänger Andreas Klotz hatte das Amt 20 Jahre inne.

## Persönlichkeiten
- Johann Theodor Regnier (1810–1859), deutscher Advokat-Anwalt

## Siehe auch

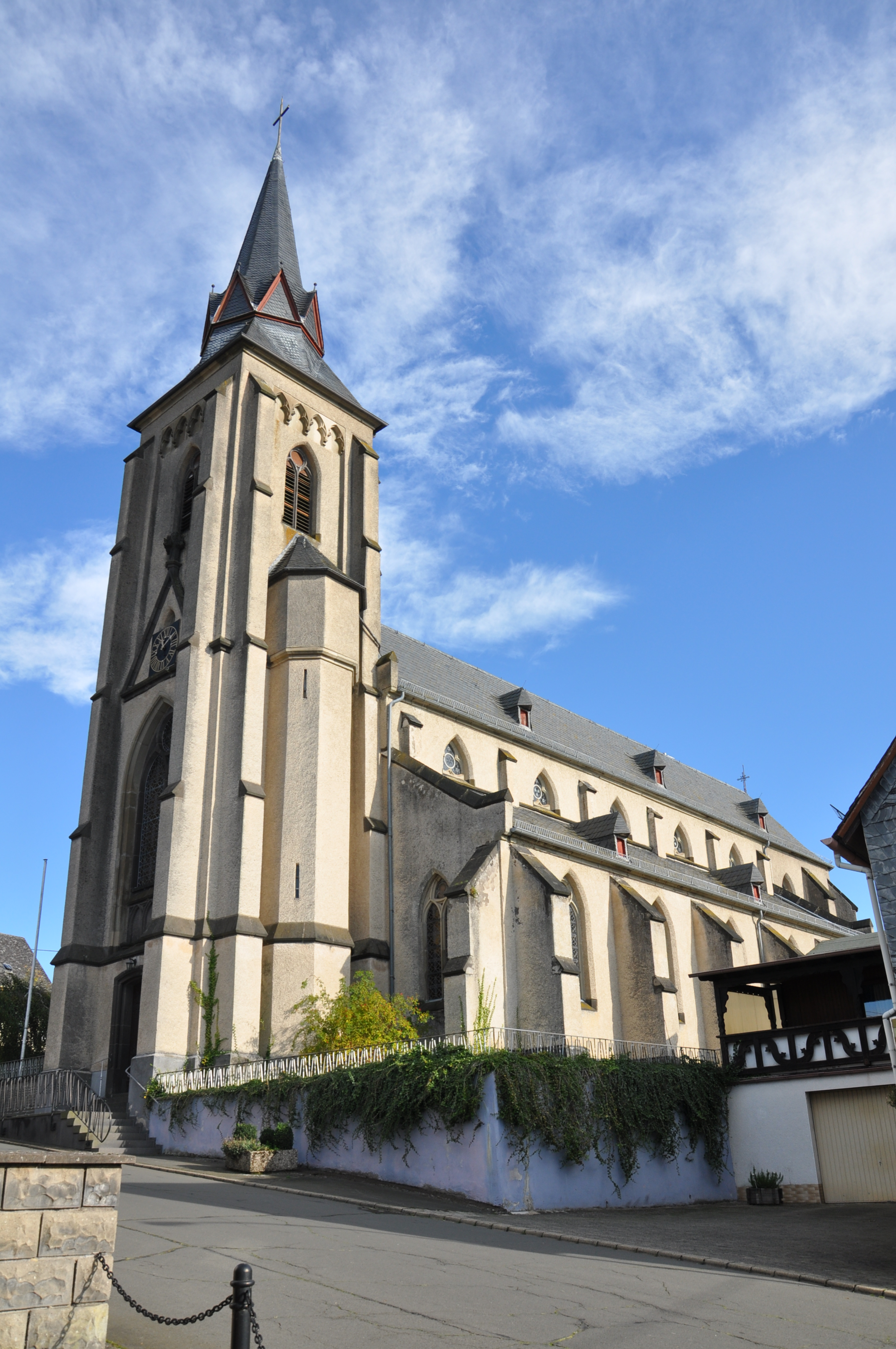
Müllenbach, St. Hubertus